# Un mariage à part
Un mariage à part est le cinquième album publié dans la série Donjon Zénith de la saga Donjon, numéroté 5, dessiné par Boulet, écrit par Lewis Trondheim et Joann Sfar, mis en couleur par Lucie Albon et publié en juin 2006.